# Ali Şimşek

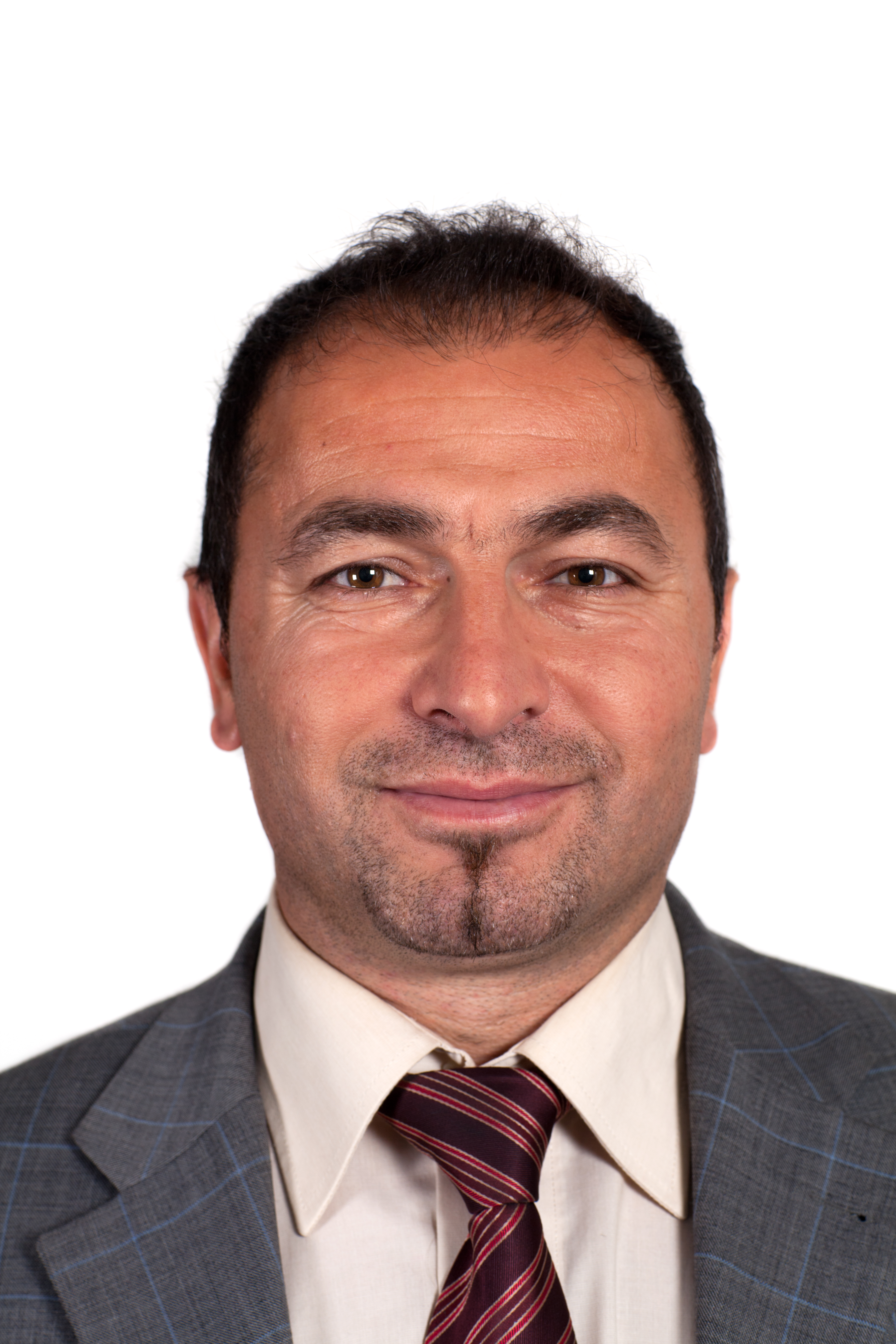
Ali Şimşek im Juni 2011.

Ali Şimşek (* 9. März 1973 in Sorgun, Türkei) ist ein deutscher Politiker (SPD). Er war von 2011 bis 2015 sowie von 2020 bis 2025 Mitglied der Hamburgischen Bürgerschaft.

## Leben
Von 1980 bis 1985 besuchte er die Grundschule in Sorgun, Türkei, von 1985 bis 1988 das Technische Gymnasium in Ankara. 1988 kam er nach Deutschland, wo er bis 1990 die 9. und 10. Klasse der Gesamtschule Mümmelmannsberg besuchte und bald die deutsche Staatsangehörigkeit annahm. 1991 begann er eine Ausbildung zum Industriemechaniker mit der Fachrichtung Betriebstechnik, die er 1995 abschloss. Anschließend bildete er sich bis 1997 zum Lasertechnischen Assistenten an der FH am Berliner Tor (LAZ-Nord) weiter. Zudem absolvierte er per Abendstudium eine kaufmännische Weiterbildung. Von 1998 bis 2021 arbeitete Şimşek bei der Continental AG in Hamburg. Danach war Şimşek als Verwaltungsangestellter tätig. 
Als Vorsitzender und Vorstandsmitglied des türkischen Vereins AKD e.V. von 2007 bis 2011 kam er mit der Politik in Kontakt. Er trat 2010 in die SPD ein und vertrat seine Partei von April 2010 bis März 2011 als zugewählter Bürger im Ausschuss für Wirtschaft, Arbeit und Verbraucherschutz der Bezirksversammlung Bergedorf.
In die 20. Hamburgische Bürgerschaft wurde er 2011 über Platz 59 der Landesliste seiner Partei gewählt. Şimşeks politische Schwerpunkte als Abgeordneter lagen in der Integrations- und Sportpolitik. Außerdem kümmerte er sich um den Bereich der Schuldnerberatung und um die Bekämpfung des dschihadistischen Salafismus samt der damit verbundenen Radikalisierung Jugendlicher. Mit Aydan Özoğuz gründete Şimşek die SPD-Arbeitsgemeinschaften Migration und Vielfalt in Berlin und Hamburg. Seit September 2012 ist er stellvertretender Vorsitzender der AG Migration und Vielfalt der Hamburger SPD. Bei der Bürgerschaftswahl 2015 kandidierte Şimşek auf Platz 29 der SPD-Landesliste, verfehlte jedoch ganz knapp (um 26 Stimmen) ein Mandat.
Bei der Bürgerschaftswahl 2020 gelang Şimşek der erneute Einzug in die Hamburgische Bürgerschaft. In der 22. Wahlperiode war Ali Simsek als Mitglied des Verkehrsausschusses zuständig für das Taxigewerbe, die Mietwagenbranche und das Carsharing. Im Rahmen der Mobilitätswende setzte er sich insbesondere für die Belange des Taxigewerbes ein. Hamburg investierte als einziges Bundesland bis zu 14 Millionen Euro in E-Taxis und Simsek setzte sich dafür ein, dass das Taxigewerbe gegenüber den Mietwagenanbietern gleichgestellt wurde. Zudem war Ali Simsek im Sozialausschuss für das ehrenamtliche Engagement zuständig und führte in Hamburg die sogenannte Engagementkarte ein.
Auch während der Corona-Pandemie zeigte Ali Simsek Initiative. Er startete gemeinsam mit Betreibern von Hochzeitssälen eine mobile Impfkampagne. Dadurch konnten über 20.000 Menschen – vor allem Personen mit Migrationshintergrund – erreicht werden, die sonst schwer zugänglich gewesen wären. Diese Aktion trug dazu bei, die Impfquote in den besonders schwer erreichbaren Bevölkerungsgruppen zu erhöhen.
Darüber hinaus machte Ali Simsek auch durch sein Engagement bei stark gestiegenen Fernwärmepreisen von sich reden. Er stellte sich entschieden gegen die hohen Fernwärmepreise, organisierte gemeinsam mit einem Energiekonzern und dessen Managern eine große öffentliche Veranstaltung: und setzte sich dort für die Interessen der Mieterinnen und Mieter ein. In anschließenden Verhandlungen erreichte er schließlich eine Einigung über 4,5 Millionen Euro zugunsten von 7.500 Haushalten in Lohbrügge-Nord und initiierte zusammen mit der Interessengemeinschaft Lohbrügge-Nord eine Musterfeststellungsklage.
Bei der Bürgerschaftswahl 2025 verfehlte er den Wiedereinzug in die Bürgerschaft.

## Privates
Ali Şimşek hat zwei Kinder.